# De Dion-Bouton Type Y
Der De Dion-Bouton Type Y ist ein Pkw-Modell aus der Anfangszeit des 20. Jahrhunderts. Hersteller war De Dion-Bouton aus Frankreich. Es gehört zur Baureihe De Dion-Bouton Populaire.

## Beschreibung
Die Zulassung durch die nationale Zulassungsbehörde erfolgte am 11. Oktober 1904. Vorgänger war der Type Q.
Der De-Dion-Bouton-Einzylindermotor hat 90 mm Bohrung, 110 mm Hub, 700 cm³ Hubraum und 6 PS Leistung. Er befindet sich hinter der Vorderachse. Er treibt über ein Dreiganggetriebe und eine Kardanwelle die Hinterräder an. Die Hinterachse ist eine De-Dion-Achse.
Die Basis bildet ein Rohrrahmen. Die beiden äußeren Rohre an der Fahrzeuglängsseite haben vorne einen geringeren Abstand zueinander als hinten. Dadurch ist der Lenkeinschlag der Vorderräder größer. Der Radstand beträgt 182 cm, die Spurweite 114 cm. Die Vorderräder haben zehn Speichen, die Hinterräder dagegen zwölf.
Als schwächerer und kürzerer der beiden Frontmotortypen im Sortiment erhielten die Fahrzeuge üblicherweise einen leichten zweisitzigen Aufbau als Phaeton. Außerdem ist ein Doppelphaeton bekannt.
1906 endete die Produktion. Erst 1911 gab es mit dem Type DE 1 wieder ein Modell mit vergleichbarer Leistung.